# Manas (epos)

Socha Manase v Biškeku

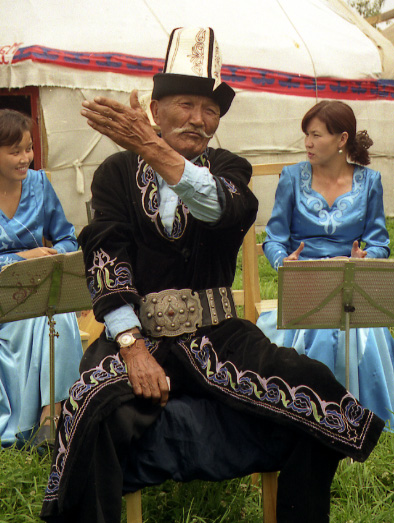
Recitátor neboli manasči

Manas (kyrgyzsky Манас дастаны) je kyrgyzský národní hrdinský epos. Je velmi rozsáhlý – asi dvacetkrát delší než starořecký epos Odysseia od Homéra, skládá se z půl milionu veršů (údaje se liší, někde se uvádí až milion). Od roku 2013 je zapsán na seznam mistrovských děl ústního a nehmotného dědictví lidstva UNESCO. Dílo je doslova synonymem kyrgyzské národní identity.

## Popis
Epopej vypráví o sjednocení kyrgyzského lidu, cestě Kyrgyzů za svobodou a jejich boj s nepřáteli. Protagonistou je bájný hrdina Manas, který se utkává jak s reálnými, tak i mytickými soky. Jedná se de facto o přes tisíc let starou kroniku kyrgyzského národa předávanou ústně z generace na generaci. Do psané podoby byla převedena až v 19. století. Skládá se ze tří částí: první je o samotném Manasovi, jehož postava pravděpodobně vychází z osoby Bars Beka, prvního kagana Kyrgyzského kaganátu, druhá pak o jeho synu Semeteji a třetí o vnuku Sejtekovi.
Recitátoři eposu se v Kyrgyzstánu nazývají manasči. Liší se od lidových hudebníků a vypravěčů zvaných akyni, kteří se zaměřují spíše na vlastní tvorbu, zatímco manasči se striktně drží eposu. Ti, kteří mistrně ovládají všechny tři části díla, mohou získat status velký manasči. Mezi takové patří např. Sagimbaj Orozbakov, Sajakbaj Karalajev, Kaba Atabekov, Sejdene Moldokova a další.
Historie vzniku eposu nebyla dosud plně vysvětlena. Jednou z hypotéz je, že jeho počátky sahají do období bojů v 9. až 11. století mezi Kyrgyzy a chanátem Kara-Kitaj. Další je, že obsah odpovídá událostem z 15. až 18. století. Další je, že prameny je třeba hledat v dobách, kdy Kyrgyzové udržovali kontakty s Ujgury. Zůstává nejasné, zda byl Manas historickou postavou, nebo pouze hrdinou v legendách. Jisté je, že obsah eposu, jak je znám dnes, se utvářel stovky let a během té doby absorboval další menší příběhy.